# Homonoea longimana
Homonoea longimana är en skalbaggsart som först beskrevs av John Obadiah Westwood 1842.  Homonoea longimana ingår i släktet Homonoea och familjen långhorningar.
Artens utbredningsområde är Filippinerna. Inga underarter finns listade i Catalogue of Life.